# Tour de Langkawi 2023
La 27e édition du Tour de Langkawi (officiellement Petronas Le Tour de Langkawi) a lieu du 23 au 30 septembre 2023 en Malaisie. L'épreuve débute à Kerteh et se termine à Kuala Lumpur après 1 289 km. La course fait partie du calendrier UCI ProSeries 2023, le deuxième niveau du cyclisme international, en catégorie 2.Pro. 

## Présentation

### Parcours
Les deux premières étapes longent la côte orientale de la presqu'île malaise vers le nord. La 3e étape se situe au nord, non loin de la frontière thaïlandaise. L'étape suivante part de la côte occidentale et s'oriente vers le sud et l'intérieur des terres. La 5e étape est l'étape reine avec une arrivée au sommet à la station touristique de montagne des Genting Highlands (altitude : 1 625 m) après une ascension d'une vingtaine de kilomètres. Les trois dernières étapes, peu accidentées, se situent dans la région de la capitale Kuala Lumpur.

### Équipes
Vingt-deux équipes participent à ce Tour de Langkawi - deux WorldTeam, huit ProTeams, onze équipes continentales et une équipe nationale :
| WorldTeams (2)- Astana Qazaqstan Team - EF Education-EasyPost ProTeams (8)- Bolton Equities Black Spoke Pro Cycling - Caja Rural-Seguros RGA - Equipo Kern Pharma - Euskaltel-Euskadi - Green Project-Bardiani CSF-Faizanè - Human Powered Health - Team Corratec-Selle Italia - Tudor Pro Cycling Team Équipes continentales (11)- 7 Eleven Cliqq-air21 by Roadbike Philippines - Giant Cycling Team - Hengxiang Cycling Team - JCL Team Ukyo - KSPO Professional - Li Ning Star - Nusantara Cycling Team - Roojai Online Insurance - St George Continental Cycling Team - Terengganu Polygon Cycling Team - Thailand Continental Cycling Team Équipe nationale- Malaisie |
| |

## Étapes
| Étape     | Date     | Villes étapes                  | type              | Distance (km) | Dénivelé (m) | Vainqueur d'étape | Leader du classement général |
| --------- | -------- | ------------------------------ | ----------------- | ------------- | ------------ | ----------------- | ---------------------------- |
| 1re étape | 23 sept. | Kerteh – Kuala Terengganu      | étape de plaine   | 187,4         | 1 071 m      | Arvid de Kleijn   | Arvid de Kleijn              |
| 2e étape  | 24 sept. | Kuala Terengganu – Kota Bharu  | étape de plaine   | 186,2         | 1 014 m      | Gleb Syritsa      | Arvid de Kleijn              |
| 3e étape  | 25 sept. | Jeli – Baling                  | étape vallonnée   | 183,1         | 3 606 m      | George Jackson    | Enrico Zanoncello            |
| 4e étape  | 26 sept. | Bukit Mertajam – Meru Raya     | étape de plaine   | 140,2         | 418 m        | Daniel Babor      | George Jackson               |
| 5e étape  | 27 sept. | Slim River – Genting Highlands | étape de montagne | 133,3         | 2 671 m      | Simon Carr        | Simon Carr                   |
| 6e étape  | 28 sept. | Karak – Malacca                | étape de plaine   | 176,6         | 1 396 m      | Arvid de Kleijn   | Simon Carr                   |
| 7e étape  | 29 sept. | Muar – Seremban                | étape de plaine   | 125,7         | 677 m        | Sasha Weemaes     | Simon Carr                   |
| 8e étape  | 30 sept. | Setia Alam – Kuala Lumpur      | étape de plaine   | 156,5         | 651 m        | Gleb Syritsa      | Simon Carr                   |

## Déroulement de la course

### 1reétape
| \| Classement de l'étape \| Classement de l'étape \| Classement de l'étape \| Classement de l'étape \| Classement de l'étape \| \| Coureur \| Coureur \| Pays \| Équipe \| Temps \| \| --------------------- \| ----------------------------- \| --------------------- \| ---------------------------------- \| --------------------- \| \| 1er \| Arvid de Kleijn \| Pays-Bas \| Tudor Pro Cycling Team \| 4 h 25 min 48 s \| \| 2e \| Sasha Weemaes \| Belgique \| Human Powered Health \| + 0 s \| \| 3e \| Gleb Syritsa \| Bannière neutre \| Astana Qazaqstan Team \| + 0 s \| \| 4e \| Izzat Hilmi Abdul Halil \| Malaisie \| Malaisie \| + 0 s \| \| 5e \| Enrico Zanoncello \| Italie \| Green Project-Bardiani CSF-Faizanè \| + 0 s \| \| 6e \| Lorenzo Conforti \| Italie \| Green Project-Bardiani CSF-Faizanè \| + 0 s \| \| 7e \| Carlos Canal \| Espagne \| Euskaltel-Euskadi \| + 0 s \| \| 8e \| Tomáš Bárta \| Tchéquie \| Caja Rural-Seguros RGA \| + 0 s \| \| 9e \| Harrif Salleh \| Malaisie \| Terengganu Polygon Cycling Team \| + 0 s \| \| 10e \| Nur Amirull Fakhruddin Mazuki \| Malaisie \| Terengganu Polygon Cycling Team \| + 0 s \| |                               |                 |                                    |                 |
| |                               |                 |                                    |                 |
| Source : ProCyclingStats |                               |                 |                                    |                 |
| Classement de l'étape |                               |                 |                                    |                 |
| Coureur | Coureur                       | Pays            | Équipe                             | Temps           |
| 1er | Arvid de Kleijn               | Pays-Bas        | Tudor Pro Cycling Team             | 4 h 25 min 48 s |
| 2e | Sasha Weemaes                 | Belgique        | Human Powered Health               | + 0 s           |
| 3e | Gleb Syritsa                  | Bannière neutre | Astana Qazaqstan Team              | + 0 s           |
| 4e | Izzat Hilmi Abdul Halil       | Malaisie        | Malaisie                           | + 0 s           |
| 5e | Enrico Zanoncello             | Italie          | Green Project-Bardiani CSF-Faizanè | + 0 s           |
| 6e | Lorenzo Conforti              | Italie          | Green Project-Bardiani CSF-Faizanè | + 0 s           |
| 7e | Carlos Canal                  | Espagne         | Euskaltel-Euskadi                  | + 0 s           |
| 8e | Tomáš Bárta                   | Tchéquie        | Caja Rural-Seguros RGA             | + 0 s           |
| 9e | Harrif Salleh                 | Malaisie        | Terengganu Polygon Cycling Team    | + 0 s           |
| 10e | Nur Amirull Fakhruddin Mazuki | Malaisie        | Terengganu Polygon Cycling Team    | + 0 s           |

| \| Classement général \| Classement général \| Classement général \| Classement général \| Classement général \| \| Coureur \| Coureur \| Pays \| Équipe \| Temps \| \| ------------------ \| --------------------- \| ------------------ \| --------------------------------- \| ------------------ \| \| 1er \| Arvid de Kleijn \| Pays-Bas \| Tudor Pro Cycling Team \| 4 h 25 min 38 s \| \| 2e \| Sasha Weemaes \| Belgique \| Human Powered Health \| + 4 s \| \| 3e \| Tegshbayar Batsaikhan \| Mongolie \| Roojai Online Insurance \| + 4 s \| \| 4e \| Gleb Syritsa \| Bannière neutre \| Astana Qazaqstan Team \| + 6 s \| \| 5e \| Sarawut Sirironnachai \| Thaïlande \| Thailand Continental Cycling Team \| + 7 s \| \| 6e \| Tomáš Bárta \| Tchéquie \| Caja Rural-Seguros RGA \| + 8 s \| \| 7e \| Pablo Castrillo \| Espagne \| Equipo Kern Pharma \| + 8 s \| \| 8e \| Simon Carr \| Royaume-Uni \| EF Education-EasyPost \| + 8 s \| \| 9e \| Michael Valgren \| Danemark \| EF Education-EasyPost \| + 9 s \| \| 10e \| Joan Bou \| Espagne \| Euskaltel-Euskadi \| + 9 s \| |                       |                 |                                   |                 |
| |                       |                 |                                   |                 |
| Source : ProCyclingStats |                       |                 |                                   |                 |
| Classement général |                       |                 |                                   |                 |
| Coureur | Coureur               | Pays            | Équipe                            | Temps           |
| 1er | Arvid de Kleijn       | Pays-Bas        | Tudor Pro Cycling Team            | 4 h 25 min 38 s |
| 2e | Sasha Weemaes         | Belgique        | Human Powered Health              | + 4 s           |
| 3e | Tegshbayar Batsaikhan | Mongolie        | Roojai Online Insurance           | + 4 s           |
| 4e | Gleb Syritsa          | Bannière neutre | Astana Qazaqstan Team             | + 6 s           |
| 5e | Sarawut Sirironnachai | Thaïlande       | Thailand Continental Cycling Team | + 7 s           |
| 6e | Tomáš Bárta           | Tchéquie        | Caja Rural-Seguros RGA            | + 8 s           |
| 7e | Pablo Castrillo       | Espagne         | Equipo Kern Pharma                | + 8 s           |
| 8e | Simon Carr            | Royaume-Uni     | EF Education-EasyPost             | + 8 s           |
| 9e | Michael Valgren       | Danemark        | EF Education-EasyPost             | + 9 s           |
| 10e | Joan Bou              | Espagne         | Euskaltel-Euskadi                 | + 9 s           |

### 2eétape
| \| Classement de l'étape \| Classement de l'étape \| Classement de l'étape \| Classement de l'étape \| Classement de l'étape \| \| Coureur \| Coureur \| Pays \| Équipe \| Temps \| \| --------------------- \| --------------------- \| --------------------- \| ---------------------------------- \| --------------------- \| \| 1er \| Gleb Syritsa \| Bannière neutre \| Astana Qazaqstan Team \| 4 h 15 min 14 s \| \| 2e \| Arvid de Kleijn \| Pays-Bas \| Tudor Pro Cycling Team \| + 0 s \| \| 3e \| Enrico Zanoncello \| Italie \| Green Project-Bardiani CSF-Faizanè \| + 0 s \| \| 4e \| Daniel Babor \| Tchéquie \| Caja Rural-Seguros RGA \| + 0 s \| \| 5e \| Davide Gabburo \| Italie \| Green Project-Bardiani CSF-Faizanè \| + 0 s \| \| 6e \| Lorenzo Conforti \| Italie \| Green Project-Bardiani CSF-Faizanè \| + 0 s \| \| 7e \| Raymond Kreder \| Pays-Bas \| JCLTeam Ukyo \| + 0 s \| \| 8e \| Riku Onaka \| Japon \| JCLTeam Ukyo \| + 0 s \| \| 9e \| Maikel Zijlaard \| Pays-Bas \| Tudor Pro Cycling Team \| + 0 s \| \| 10e \| Alessandro Iacchi \| Italie \| Team Corratec-Selle Italia \| + 0 s \| |                   |                 |                                    |                 |
| |                   |                 |                                    |                 |
| Source : ProCyclingStats |                   |                 |                                    |                 |
| Classement de l'étape |                   |                 |                                    |                 |
| Coureur | Coureur           | Pays            | Équipe                             | Temps           |
| 1er | Gleb Syritsa      | Bannière neutre | Astana Qazaqstan Team              | 4 h 15 min 14 s |
| 2e | Arvid de Kleijn   | Pays-Bas        | Tudor Pro Cycling Team             | + 0 s           |
| 3e | Enrico Zanoncello | Italie          | Green Project-Bardiani CSF-Faizanè | + 0 s           |
| 4e | Daniel Babor      | Tchéquie        | Caja Rural-Seguros RGA             | + 0 s           |
| 5e | Davide Gabburo    | Italie          | Green Project-Bardiani CSF-Faizanè | + 0 s           |
| 6e | Lorenzo Conforti  | Italie          | Green Project-Bardiani CSF-Faizanè | + 0 s           |
| 7e | Raymond Kreder    | Pays-Bas        | JCLTeam Ukyo                       | + 0 s           |
| 8e | Riku Onaka        | Japon           | JCLTeam Ukyo                       | + 0 s           |
| 9e | Maikel Zijlaard   | Pays-Bas        | Tudor Pro Cycling Team             | + 0 s           |
| 10e | Alessandro Iacchi | Italie          | Team Corratec-Selle Italia         | + 0 s           |

| \| Classement général \| Classement général \| Classement général \| Classement général \| Classement général \| \| Coureur \| Coureur \| Pays \| Équipe \| Temps \| \| ------------------ \| --------------------- \| ------------------ \| ---------------------------------- \| ------------------ \| \| 1er \| Arvid de Kleijn \| Pays-Bas \| Tudor Pro Cycling Team \| 8 h 40 min 46 s \| \| 2e \| Gleb Syritsa \| Bannière neutre \| Astana Qazaqstan Team \| + 2 s \| \| 3e \| Sasha Weemaes \| Belgique \| Human Powered Health \| + 10 s \| \| 4e \| Tegshbayar Batsaikhan \| Mongolie \| Roojai Online Insurance \| + 10 s \| \| 5e \| Simon Carr \| Royaume-Uni \| EF Education-EasyPost \| + 12 s \| \| 6e \| Enrico Zanoncello \| Italie \| Green Project-Bardiani CSF-Faizanè \| + 12 s \| \| 7e \| Tomáš Bárta \| Tchéquie \| Caja Rural-Seguros RGA \| + 13 s \| \| 8e \| Sarawut Sirironnachai \| Thaïlande \| Thailand Continental Cycling Team \| + 13 s \| \| 9e \| Jon Agirre \| Espagne \| Equipo Kern Pharma \| + 13 s \| \| 10e \| Thomas Scully \| Nouvelle-Zélande \| EF Education-EasyPost \| + 13 s \| |                       |                  |                                    |                 |
| |                       |                  |                                    |                 |
| Source : ProCyclingStats |                       |                  |                                    |                 |
| Classement général |                       |                  |                                    |                 |
| Coureur | Coureur               | Pays             | Équipe                             | Temps           |
| 1er | Arvid de Kleijn       | Pays-Bas         | Tudor Pro Cycling Team             | 8 h 40 min 46 s |
| 2e | Gleb Syritsa          | Bannière neutre  | Astana Qazaqstan Team              | + 2 s           |
| 3e | Sasha Weemaes         | Belgique         | Human Powered Health               | + 10 s          |
| 4e | Tegshbayar Batsaikhan | Mongolie         | Roojai Online Insurance            | + 10 s          |
| 5e | Simon Carr            | Royaume-Uni      | EF Education-EasyPost              | + 12 s          |
| 6e | Enrico Zanoncello     | Italie           | Green Project-Bardiani CSF-Faizanè | + 12 s          |
| 7e | Tomáš Bárta           | Tchéquie         | Caja Rural-Seguros RGA             | + 13 s          |
| 8e | Sarawut Sirironnachai | Thaïlande        | Thailand Continental Cycling Team  | + 13 s          |
| 9e | Jon Agirre            | Espagne          | Equipo Kern Pharma                 | + 13 s          |
| 10e | Thomas Scully         | Nouvelle-Zélande | EF Education-EasyPost              | + 13 s          |

### 3eétape
| \| Classement de l'étape \| Classement de l'étape \| Classement de l'étape \| Classement de l'étape \| Classement de l'étape \| \| Coureur \| Coureur \| Pays \| Équipe \| Temps \| \| --------------------- \| --------------------- \| --------------------- \| --------------------------------------- \| --------------------- \| \| 1er \| George Jackson \| Nouvelle-Zélande \| Bolton Equities Black Spoke Pro Cycling \| 4 h 14 min 13 s \| \| 2e \| Enrico Zanoncello \| Italie \| Green Project-Bardiani CSF-Faizanè \| + 0 s \| \| 3e \| Carlos Canal \| Espagne \| Euskaltel-Euskadi \| + 0 s \| \| 4e \| Gijs Van Hoecke \| Belgique \| Human Powered Health \| + 0 s \| \| 5e \| Jeroen Meijers \| Pays-Bas \| Terengganu Polygon Cycling Team \| + 0 s \| \| 6e \| Nur Aiman Rosli \| Malaisie \| Malaisie \| + 0 s \| \| 7e \| Jambaljamts Sainbayar \| Mongolie \| Terengganu Polygon Cycling Team \| + 0 s \| \| 8e \| Lorenzo Conforti \| Italie \| Green Project-Bardiani CSF-Faizanè \| + 0 s \| \| 9e \| Alexander Konychev \| Italie \| Team Corratec-Selle Italia \| + 0 s \| \| 10e \| Gorka Sorarrain \| Espagne \| Caja Rural-Seguros RGA \| + 0 s \| |                       |                  |                                         |                 |
| |                       |                  |                                         |                 |
| Source : ProCyclingStats |                       |                  |                                         |                 |
| Classement de l'étape |                       |                  |                                         |                 |
| Coureur | Coureur               | Pays             | Équipe                                  | Temps           |
| 1er | George Jackson        | Nouvelle-Zélande | Bolton Equities Black Spoke Pro Cycling | 4 h 14 min 13 s |
| 2e | Enrico Zanoncello     | Italie           | Green Project-Bardiani CSF-Faizanè      | + 0 s           |
| 3e | Carlos Canal          | Espagne          | Euskaltel-Euskadi                       | + 0 s           |
| 4e | Gijs Van Hoecke       | Belgique         | Human Powered Health                    | + 0 s           |
| 5e | Jeroen Meijers        | Pays-Bas         | Terengganu Polygon Cycling Team         | + 0 s           |
| 6e | Nur Aiman Rosli       | Malaisie         | Malaisie                                | + 0 s           |
| 7e | Jambaljamts Sainbayar | Mongolie         | Terengganu Polygon Cycling Team         | + 0 s           |
| 8e | Lorenzo Conforti      | Italie           | Green Project-Bardiani CSF-Faizanè      | + 0 s           |
| 9e | Alexander Konychev    | Italie           | Team Corratec-Selle Italia              | + 0 s           |
| 10e | Gorka Sorarrain       | Espagne          | Caja Rural-Seguros RGA                  | + 0 s           |

| \| Classement général \| Classement général \| Classement général \| Classement général \| Classement général \| \| Coureur \| Coureur \| Pays \| Équipe \| Temps \| \| ------------------ \| ------------------ \| ------------------ \| --------------------------------------- \| ------------------ \| \| 1er \| Enrico Zanoncello \| Italie \| Green Project-Bardiani CSF-Faizanè \| 12 h 55 min 05 s \| \| 2e \| George Jackson \| Nouvelle-Zélande \| Bolton Equities Black Spoke Pro Cycling \| + 0 s \| \| 3e \| Simon Carr \| Royaume-Uni \| EF Education-EasyPost \| + 4 s \| \| 4e \| Carlos Canal \| Espagne \| Euskaltel-Euskadi \| + 6 s \| \| 5e \| Joan Bou \| Espagne \| Euskaltel-Euskadi \| + 6 s \| \| 6e \| Jon Agirre \| Espagne \| Equipo Kern Pharma \| + 7 s \| \| 7e \| Thomas Scully \| Nouvelle-Zélande \| EF Education-EasyPost \| + 7 s \| \| 8e \| Pablo Castrillo \| Espagne \| Equipo Kern Pharma \| + 8 s \| \| 9e \| Logan Currie \| Nouvelle-Zélande \| Bolton Equities Black Spoke Pro Cycling \| + 8 s \| \| 10e \| Jokin Murguialday \| Espagne \| Caja Rural-Seguros RGA \| + 8 s \| |                   |                  |                                         |                  |
| |                   |                  |                                         |                  |
| Source : ProCyclingStats |                   |                  |                                         |                  |
| Classement général |                   |                  |                                         |                  |
| Coureur | Coureur           | Pays             | Équipe                                  | Temps            |
| 1er | Enrico Zanoncello | Italie           | Green Project-Bardiani CSF-Faizanè      | 12 h 55 min 05 s |
| 2e | George Jackson    | Nouvelle-Zélande | Bolton Equities Black Spoke Pro Cycling | + 0 s            |
| 3e | Simon Carr        | Royaume-Uni      | EF Education-EasyPost                   | + 4 s            |
| 4e | Carlos Canal      | Espagne          | Euskaltel-Euskadi                       | + 6 s            |
| 5e | Joan Bou          | Espagne          | Euskaltel-Euskadi                       | + 6 s            |
| 6e | Jon Agirre        | Espagne          | Equipo Kern Pharma                      | + 7 s            |
| 7e | Thomas Scully     | Nouvelle-Zélande | EF Education-EasyPost                   | + 7 s            |
| 8e | Pablo Castrillo   | Espagne          | Equipo Kern Pharma                      | + 8 s            |
| 9e | Logan Currie      | Nouvelle-Zélande | Bolton Equities Black Spoke Pro Cycling | + 8 s            |
| 10e | Jokin Murguialday | Espagne          | Caja Rural-Seguros RGA                  | + 8 s            |

### 4eétape
| \| Classement de l'étape \| Classement de l'étape \| Classement de l'étape \| Classement de l'étape \| Classement de l'étape \| \| Coureur \| Coureur \| Pays \| Équipe \| Temps \| \| --------------------- \| --------------------- \| --------------------- \| --------------------------------------- \| --------------------- \| \| 1er \| Daniel Babor \| Tchéquie \| Caja Rural-Seguros RGA \| 3 h 06 min 05 s \| \| 2e \| George Jackson \| Nouvelle-Zélande \| Bolton Equities Black Spoke Pro Cycling \| + 0 s \| \| 3e \| Sasha Weemaes \| Belgique \| Human Powered Health \| + 0 s \| \| 4e \| Carlos Canal \| Espagne \| Euskaltel-Euskadi \| + 0 s \| \| 5e \| Lorenzo Conforti \| Italie \| Green Project-Bardiani CSF-Faizanè \| + 0 s \| \| 6e \| Attilio Viviani \| Italie \| Team Corratec-Selle Italia \| + 0 s \| \| 7e \| Māris Bogdanovičs \| Lettonie \| Hengxiang Cycling Team \| + 0 s \| \| 8e \| Arvid de Kleijn \| Pays-Bas \| Tudor Pro Cycling Team \| + 0 s \| \| 9e \| Enrico Zanoncello \| Italie \| Green Project-Bardiani CSF-Faizanè \| + 0 s \| \| 10e \| Gleb Syritsa \| Bannière neutre \| Astana Qazaqstan Team \| + 0 s \| |                   |                  |                                         |                 |
| |                   |                  |                                         |                 |
| Source : ProCyclingStats |                   |                  |                                         |                 |
| Classement de l'étape |                   |                  |                                         |                 |
| Coureur | Coureur           | Pays             | Équipe                                  | Temps           |
| 1er | Daniel Babor      | Tchéquie         | Caja Rural-Seguros RGA                  | 3 h 06 min 05 s |
| 2e | George Jackson    | Nouvelle-Zélande | Bolton Equities Black Spoke Pro Cycling | + 0 s           |
| 3e | Sasha Weemaes     | Belgique         | Human Powered Health                    | + 0 s           |
| 4e | Carlos Canal      | Espagne          | Euskaltel-Euskadi                       | + 0 s           |
| 5e | Lorenzo Conforti  | Italie           | Green Project-Bardiani CSF-Faizanè      | + 0 s           |
| 6e | Attilio Viviani   | Italie           | Team Corratec-Selle Italia              | + 0 s           |
| 7e | Māris Bogdanovičs | Lettonie         | Hengxiang Cycling Team                  | + 0 s           |
| 8e | Arvid de Kleijn   | Pays-Bas         | Tudor Pro Cycling Team                  | + 0 s           |
| 9e | Enrico Zanoncello | Italie           | Green Project-Bardiani CSF-Faizanè      | + 0 s           |
| 10e | Gleb Syritsa      | Bannière neutre  | Astana Qazaqstan Team                   | + 0 s           |

| \| Classement général \| Classement général \| Classement général \| Classement général \| Classement général \| \| Coureur \| Coureur \| Pays \| Équipe \| Temps \| \| ------------------ \| ------------------ \| ------------------ \| --------------------------------------- \| ------------------ \| \| 1er \| George Jackson \| Nouvelle-Zélande \| Bolton Equities Black Spoke Pro Cycling \| 16 h 01 min 04 s \| \| 2e \| Enrico Zanoncello \| Italie \| Green Project-Bardiani CSF-Faizanè \| + 6 s \| \| 3e \| Simon Carr \| Royaume-Uni \| EF Education-EasyPost \| + 10 s \| \| 4e \| Carlos Canal \| Espagne \| Euskaltel-Euskadi \| + 12 s \| \| 5e \| Ratchanon Yaowarat \| Thaïlande \| Thailand Continental Cycling Team \| + 12 s \| \| 6e \| Joan Bou \| Espagne \| Euskaltel-Euskadi \| + 12 s \| \| 7e \| Jon Agirre \| Espagne \| Equipo Kern Pharma \| + 13 s \| \| 8e \| Thomas Scully \| Nouvelle-Zélande \| EF Education-EasyPost \| + 13 s \| \| 9e \| Pablo Castrillo \| Espagne \| Equipo Kern Pharma \| + 14 s \| \| 10e \| Logan Currie \| Nouvelle-Zélande \| Bolton Equities Black Spoke Pro Cycling \| + 14 s \| |                    |                  |                                         |                  |
| |                    |                  |                                         |                  |
| Source : ProCyclingStats |                    |                  |                                         |                  |
| Classement général |                    |                  |                                         |                  |
| Coureur | Coureur            | Pays             | Équipe                                  | Temps            |
| 1er | George Jackson     | Nouvelle-Zélande | Bolton Equities Black Spoke Pro Cycling | 16 h 01 min 04 s |
| 2e | Enrico Zanoncello  | Italie           | Green Project-Bardiani CSF-Faizanè      | + 6 s            |
| 3e | Simon Carr         | Royaume-Uni      | EF Education-EasyPost                   | + 10 s           |
| 4e | Carlos Canal       | Espagne          | Euskaltel-Euskadi                       | + 12 s           |
| 5e | Ratchanon Yaowarat | Thaïlande        | Thailand Continental Cycling Team       | + 12 s           |
| 6e | Joan Bou           | Espagne          | Euskaltel-Euskadi                       | + 12 s           |
| 7e | Jon Agirre         | Espagne          | Equipo Kern Pharma                      | + 13 s           |
| 8e | Thomas Scully      | Nouvelle-Zélande | EF Education-EasyPost                   | + 13 s           |
| 9e | Pablo Castrillo    | Espagne          | Equipo Kern Pharma                      | + 14 s           |
| 10e | Logan Currie       | Nouvelle-Zélande | Bolton Equities Black Spoke Pro Cycling | + 14 s           |

### 5eétape
| \| Classement de l'étape \| Classement de l'étape \| Classement de l'étape \| Classement de l'étape \| Classement de l'étape \| \| Coureur \| Coureur \| Pays \| Équipe \| Temps \| \| --------------------- \| --------------------- \| --------------------- \| ----------------------- \| --------------------- \| \| 1er \| Simon Carr \| Royaume-Uni \| EF Education-EasyPost \| 3 h 24 min 06 s \| \| 2e \| Alexander Cepeda \| Équateur \| EF Education-EasyPost \| + 39 s \| \| 3e \| Pablo Castrillo \| Espagne \| Equipo Kern Pharma \| + 48 s \| \| 4e \| Joan Bou \| Espagne \| Euskaltel-Euskadi \| + 55 s \| \| 5e \| Vadim Pronskiy \| Kazakhstan \| Astana Qazaqstan Team \| + 59 s \| \| 6e \| Paul Double \| Royaume-Uni \| Human Powered Health \| + 1 min 13 s \| \| 7e \| Adne van Engelen \| Pays-Bas \| Roojai Online Insurance \| + 1 min 18 s \| \| 8e \| Jokin Murguialday \| Espagne \| Caja Rural-Seguros RGA \| + 1 min 26 s \| \| 9e \| Jon Agirre \| Espagne \| Equipo Kern Pharma \| + 1 min 26 s \| \| 10e \| Harold Martín López \| Équateur \| Astana Qazaqstan Team \| + 1 min 47 s \| |                     |             |                         |                 |
| |                     |             |                         |                 |
| Source : ProCyclingStats |                     |             |                         |                 |
| Classement de l'étape |                     |             |                         |                 |
| Coureur | Coureur             | Pays        | Équipe                  | Temps           |
| 1er | Simon Carr          | Royaume-Uni | EF Education-EasyPost   | 3 h 24 min 06 s |
| 2e | Alexander Cepeda    | Équateur    | EF Education-EasyPost   | + 39 s          |
| 3e | Pablo Castrillo     | Espagne     | Equipo Kern Pharma      | + 48 s          |
| 4e | Joan Bou            | Espagne     | Euskaltel-Euskadi       | + 55 s          |
| 5e | Vadim Pronskiy      | Kazakhstan  | Astana Qazaqstan Team   | + 59 s          |
| 6e | Paul Double         | Royaume-Uni | Human Powered Health    | + 1 min 13 s    |
| 7e | Adne van Engelen    | Pays-Bas    | Roojai Online Insurance | + 1 min 18 s    |
| 8e | Jokin Murguialday   | Espagne     | Caja Rural-Seguros RGA  | + 1 min 26 s    |
| 9e | Jon Agirre          | Espagne     | Equipo Kern Pharma      | + 1 min 26 s    |
| 10e | Harold Martín López | Équateur    | Astana Qazaqstan Team   | + 1 min 47 s    |

| \| Classement général \| Classement général \| Classement général \| Classement général \| Classement général \| \| Coureur \| Coureur \| Pays \| Équipe \| Temps \| \| ------------------ \| ------------------- \| ------------------ \| ----------------------- \| ------------------ \| \| 1er \| Simon Carr \| Royaume-Uni \| EF Education-EasyPost \| 19 h 25 min 10 s \| \| 2e \| Alexander Cepeda \| Équateur \| EF Education-EasyPost \| + 49 s \| \| 3e \| Pablo Castrillo \| Espagne \| Equipo Kern Pharma \| + 58 s \| \| 4e \| Joan Bou \| Espagne \| Euskaltel-Euskadi \| + 1 min 07 s \| \| 5e \| Vadim Pronskiy \| Kazakhstan \| Astana Qazaqstan Team \| + 1 min 15 s \| \| 6e \| Paul Double \| Royaume-Uni \| Human Powered Health \| + 1 min 29 s \| \| 7e \| Adne van Engelen \| Pays-Bas \| Roojai Online Insurance \| + 1 min 34 s \| \| 8e \| Jon Agirre \| Espagne \| Equipo Kern Pharma \| + 1 min 39 s \| \| 9e \| Jokin Murguialday \| Espagne \| Caja Rural-Seguros RGA \| + 1 min 40 s \| \| 10e \| Harold Martín López \| Équateur \| Astana Qazaqstan Team \| + 2 min 03 s \| |                     |             |                         |                  |
| |                     |             |                         |                  |
| Source : ProCyclingStats |                     |             |                         |                  |
| Classement général |                     |             |                         |                  |
| Coureur | Coureur             | Pays        | Équipe                  | Temps            |
| 1er | Simon Carr          | Royaume-Uni | EF Education-EasyPost   | 19 h 25 min 10 s |
| 2e | Alexander Cepeda    | Équateur    | EF Education-EasyPost   | + 49 s           |
| 3e | Pablo Castrillo     | Espagne     | Equipo Kern Pharma      | + 58 s           |
| 4e | Joan Bou            | Espagne     | Euskaltel-Euskadi       | + 1 min 07 s     |
| 5e | Vadim Pronskiy      | Kazakhstan  | Astana Qazaqstan Team   | + 1 min 15 s     |
| 6e | Paul Double         | Royaume-Uni | Human Powered Health    | + 1 min 29 s     |
| 7e | Adne van Engelen    | Pays-Bas    | Roojai Online Insurance | + 1 min 34 s     |
| 8e | Jon Agirre          | Espagne     | Equipo Kern Pharma      | + 1 min 39 s     |
| 9e | Jokin Murguialday   | Espagne     | Caja Rural-Seguros RGA  | + 1 min 40 s     |
| 10e | Harold Martín López | Équateur    | Astana Qazaqstan Team   | + 2 min 03 s     |

### 6eétape
| \| Classement de l'étape \| Classement de l'étape \| Classement de l'étape \| Classement de l'étape \| Classement de l'étape \| \| Coureur \| Coureur \| Pays \| Équipe \| Temps \| \| --------------------- \| --------------------- \| --------------------- \| --------------------------------------- \| --------------------- \| \| 1er \| Arvid de Kleijn \| Pays-Bas \| Tudor Pro Cycling Team \| 4 h 08 min 19 s \| \| 2e \| Sasha Weemaes \| Belgique \| Human Powered Health \| + 0 s \| \| 3e \| Gleb Syritsa \| Bannière neutre \| Astana Qazaqstan Team \| + 0 s \| \| 4e \| Enrico Zanoncello \| Italie \| Green Project-Bardiani CSF-Faizanè \| + 0 s \| \| 5e \| Daniel Babor \| Tchéquie \| Caja Rural-Seguros RGA \| + 0 s \| \| 6e \| Gijs Van Hoecke \| Belgique \| Human Powered Health \| + 0 s \| \| 7e \| Alexander Konychev \| Italie \| Team Corratec-Selle Italia \| + 0 s \| \| 8e \| Matthew Bostock \| Royaume-Uni \| Bolton Equities Black Spoke Pro Cycling \| + 0 s \| \| 9e \| Carlos Canal \| Espagne \| Euskaltel-Euskadi \| + 0 s \| \| 10e \| Attilio Viviani \| Italie \| Team Corratec-Selle Italia \| + 0 s \| |                    |                 |                                         |                 |
| |                    |                 |                                         |                 |
| Source : ProCyclingStats |                    |                 |                                         |                 |
| Classement de l'étape |                    |                 |                                         |                 |
| Coureur | Coureur            | Pays            | Équipe                                  | Temps           |
| 1er | Arvid de Kleijn    | Pays-Bas        | Tudor Pro Cycling Team                  | 4 h 08 min 19 s |
| 2e | Sasha Weemaes      | Belgique        | Human Powered Health                    | + 0 s           |
| 3e | Gleb Syritsa       | Bannière neutre | Astana Qazaqstan Team                   | + 0 s           |
| 4e | Enrico Zanoncello  | Italie          | Green Project-Bardiani CSF-Faizanè      | + 0 s           |
| 5e | Daniel Babor       | Tchéquie        | Caja Rural-Seguros RGA                  | + 0 s           |
| 6e | Gijs Van Hoecke    | Belgique        | Human Powered Health                    | + 0 s           |
| 7e | Alexander Konychev | Italie          | Team Corratec-Selle Italia              | + 0 s           |
| 8e | Matthew Bostock    | Royaume-Uni     | Bolton Equities Black Spoke Pro Cycling | + 0 s           |
| 9e | Carlos Canal       | Espagne         | Euskaltel-Euskadi                       | + 0 s           |
| 10e | Attilio Viviani    | Italie          | Team Corratec-Selle Italia              | + 0 s           |

| \| Classement général \| Classement général \| Classement général \| Classement général \| Classement général \| \| Coureur \| Coureur \| Pays \| Équipe \| Temps \| \| ------------------ \| ------------------- \| ------------------ \| ----------------------- \| ------------------ \| \| 1er \| Simon Carr \| Royaume-Uni \| EF Education-EasyPost \| 23 h 33 min 29 s \| \| 2e \| Alexander Cepeda \| Équateur \| EF Education-EasyPost \| + 49 s \| \| 3e \| Pablo Castrillo \| Espagne \| Equipo Kern Pharma \| + 58 s \| \| 4e \| Joan Bou \| Espagne \| Euskaltel-Euskadi \| + 1 min 07 s \| \| 5e \| Vadim Pronskiy \| Kazakhstan \| Astana Qazaqstan Team \| + 1 min 15 s \| \| 6e \| Paul Double \| Royaume-Uni \| Human Powered Health \| + 1 min 29 s \| \| 7e \| Adne van Engelen \| Pays-Bas \| Roojai Online Insurance \| + 1 min 34 s \| \| 8e \| Jon Agirre \| Espagne \| Equipo Kern Pharma \| + 1 min 39 s \| \| 9e \| Jokin Murguialday \| Espagne \| Caja Rural-Seguros RGA \| + 1 min 40 s \| \| 10e \| Harold Martín López \| Équateur \| Astana Qazaqstan Team \| + 2 min 03 s \| |                     |             |                         |                  |
| |                     |             |                         |                  |
| Source : ProCyclingStats |                     |             |                         |                  |
| Classement général |                     |             |                         |                  |
| Coureur | Coureur             | Pays        | Équipe                  | Temps            |
| 1er | Simon Carr          | Royaume-Uni | EF Education-EasyPost   | 23 h 33 min 29 s |
| 2e | Alexander Cepeda    | Équateur    | EF Education-EasyPost   | + 49 s           |
| 3e | Pablo Castrillo     | Espagne     | Equipo Kern Pharma      | + 58 s           |
| 4e | Joan Bou            | Espagne     | Euskaltel-Euskadi       | + 1 min 07 s     |
| 5e | Vadim Pronskiy      | Kazakhstan  | Astana Qazaqstan Team   | + 1 min 15 s     |
| 6e | Paul Double         | Royaume-Uni | Human Powered Health    | + 1 min 29 s     |
| 7e | Adne van Engelen    | Pays-Bas    | Roojai Online Insurance | + 1 min 34 s     |
| 8e | Jon Agirre          | Espagne     | Equipo Kern Pharma      | + 1 min 39 s     |
| 9e | Jokin Murguialday   | Espagne     | Caja Rural-Seguros RGA  | + 1 min 40 s     |
| 10e | Harold Martín López | Équateur    | Astana Qazaqstan Team   | + 2 min 03 s     |

### 7eétape
| \| Classement de l'étape \| Classement de l'étape \| Classement de l'étape \| Classement de l'étape \| Classement de l'étape \| \| Coureur \| Coureur \| Pays \| Équipe \| Temps \| \| --------------------- \| --------------------- \| --------------------- \| --------------------------------------- \| --------------------- \| \| 1er \| Sasha Weemaes \| Belgique \| Human Powered Health \| 2 h 31 min 45 s \| \| 2e \| Arvid de Kleijn \| Pays-Bas \| Tudor Pro Cycling Team \| + 0 s \| \| 3e \| Gleb Syritsa \| Bannière neutre \| Astana Qazaqstan Team \| + 0 s \| \| 4e \| Matthew Bostock \| Royaume-Uni \| Bolton Equities Black Spoke Pro Cycling \| + 0 s \| \| 5e \| Attilio Viviani \| Italie \| Team Corratec-Selle Italia \| + 0 s \| \| 6e \| Raymond Kreder \| Pays-Bas \| JCLTeam Ukyo \| + 0 s \| \| 7e \| Youcef Reguigui \| Algérie \| Terengganu Polygon Cycling Team \| + 0 s \| \| 8e \| Enrico Zanoncello \| Italie \| Green Project-Bardiani CSF-Faizanè \| + 0 s \| \| 9e \| Maikel Zijlaard \| Pays-Bas \| Tudor Pro Cycling Team \| + 0 s \| \| 10e \| Māris Bogdanovičs \| Lettonie \| Hengxiang Cycling Team \| + 0 s \| |                   |                 |                                         |                 |
| |                   |                 |                                         |                 |
| Source : ProCyclingStats |                   |                 |                                         |                 |
| Classement de l'étape |                   |                 |                                         |                 |
| Coureur | Coureur           | Pays            | Équipe                                  | Temps           |
| 1er | Sasha Weemaes     | Belgique        | Human Powered Health                    | 2 h 31 min 45 s |
| 2e | Arvid de Kleijn   | Pays-Bas        | Tudor Pro Cycling Team                  | + 0 s           |
| 3e | Gleb Syritsa      | Bannière neutre | Astana Qazaqstan Team                   | + 0 s           |
| 4e | Matthew Bostock   | Royaume-Uni     | Bolton Equities Black Spoke Pro Cycling | + 0 s           |
| 5e | Attilio Viviani   | Italie          | Team Corratec-Selle Italia              | + 0 s           |
| 6e | Raymond Kreder    | Pays-Bas        | JCLTeam Ukyo                            | + 0 s           |
| 7e | Youcef Reguigui   | Algérie         | Terengganu Polygon Cycling Team         | + 0 s           |
| 8e | Enrico Zanoncello | Italie          | Green Project-Bardiani CSF-Faizanè      | + 0 s           |
| 9e | Maikel Zijlaard   | Pays-Bas        | Tudor Pro Cycling Team                  | + 0 s           |
| 10e | Māris Bogdanovičs | Lettonie        | Hengxiang Cycling Team                  | + 0 s           |

| \| Classement général \| Classement général \| Classement général \| Classement général \| Classement général \| \| Coureur \| Coureur \| Pays \| Équipe \| Temps \| \| ------------------ \| ------------------- \| ------------------ \| ----------------------- \| ------------------ \| \| 1er \| Simon Carr \| Royaume-Uni \| EF Education-EasyPost \| 26 h 05 min 14 s \| \| 2e \| Alexander Cepeda \| Équateur \| EF Education-EasyPost \| + 49 s \| \| 3e \| Pablo Castrillo \| Espagne \| Equipo Kern Pharma \| + 58 s \| \| 4e \| Joan Bou \| Espagne \| Euskaltel-Euskadi \| + 1 min 07 s \| \| 5e \| Vadim Pronskiy \| Kazakhstan \| Astana Qazaqstan Team \| + 1 min 15 s \| \| 6e \| Paul Double \| Royaume-Uni \| Human Powered Health \| + 1 min 29 s \| \| 7e \| Adne van Engelen \| Pays-Bas \| Roojai Online Insurance \| + 1 min 34 s \| \| 8e \| Jon Agirre \| Espagne \| Equipo Kern Pharma \| + 1 min 39 s \| \| 9e \| Jokin Murguialday \| Espagne \| Caja Rural-Seguros RGA \| + 1 min 40 s \| \| 10e \| Harold Martín López \| Équateur \| Astana Qazaqstan Team \| + 2 min 03 s \| |                     |             |                         |                  |
| |                     |             |                         |                  |
| Source : ProCyclingStats |                     |             |                         |                  |
| Classement général |                     |             |                         |                  |
| Coureur | Coureur             | Pays        | Équipe                  | Temps            |
| 1er | Simon Carr          | Royaume-Uni | EF Education-EasyPost   | 26 h 05 min 14 s |
| 2e | Alexander Cepeda    | Équateur    | EF Education-EasyPost   | + 49 s           |
| 3e | Pablo Castrillo     | Espagne     | Equipo Kern Pharma      | + 58 s           |
| 4e | Joan Bou            | Espagne     | Euskaltel-Euskadi       | + 1 min 07 s     |
| 5e | Vadim Pronskiy      | Kazakhstan  | Astana Qazaqstan Team   | + 1 min 15 s     |
| 6e | Paul Double         | Royaume-Uni | Human Powered Health    | + 1 min 29 s     |
| 7e | Adne van Engelen    | Pays-Bas    | Roojai Online Insurance | + 1 min 34 s     |
| 8e | Jon Agirre          | Espagne     | Equipo Kern Pharma      | + 1 min 39 s     |
| 9e | Jokin Murguialday   | Espagne     | Caja Rural-Seguros RGA  | + 1 min 40 s     |
| 10e | Harold Martín López | Équateur    | Astana Qazaqstan Team   | + 2 min 03 s     |

### 8eétape
| \| Classement de l'étape \| Classement de l'étape \| Classement de l'étape \| Classement de l'étape \| Classement de l'étape \| \| Coureur \| Coureur \| Pays \| Équipe \| Temps \| \| --------------------- \| ----------------------- \| --------------------- \| --------------------------------------- \| --------------------- \| \| 1er \| Gleb Syritsa \| Bannière neutre \| Astana Qazaqstan Team \| 3 h 12 min 27 s \| \| 2e \| Daniel Babor \| Tchéquie \| Caja Rural-Seguros RGA \| + 0 s \| \| 3e \| Arvid de Kleijn \| Pays-Bas \| Tudor Pro Cycling Team \| + 0 s \| \| 4e \| Sasha Weemaes \| Belgique \| Human Powered Health \| + 0 s \| \| 5e \| Izzat Hilmi Abdul Halil \| Malaisie \| Malaisie \| + 0 s \| \| 6e \| George Jackson \| Nouvelle-Zélande \| Bolton Equities Black Spoke Pro Cycling \| + 0 s \| \| 7e \| Enrico Zanoncello \| Italie \| Green Project-Bardiani CSF-Faizanè \| + 0 s \| \| 8e \| Attilio Viviani \| Italie \| Team Corratec-Selle Italia \| + 0 s \| \| 9e \| Sarawut Sirironnachai \| Thaïlande \| Thailand Continental Cycling Team \| + 0 s \| \| 10e \| Raymond Kreder \| Pays-Bas \| JCLTeam Ukyo \| + 0 s \| |                         |                  |                                         |                 |
| |                         |                  |                                         |                 |
| Source : ProCyclingStats |                         |                  |                                         |                 |
| Classement de l'étape |                         |                  |                                         |                 |
| Coureur | Coureur                 | Pays             | Équipe                                  | Temps           |
| 1er | Gleb Syritsa            | Bannière neutre  | Astana Qazaqstan Team                   | 3 h 12 min 27 s |
| 2e | Daniel Babor            | Tchéquie         | Caja Rural-Seguros RGA                  | + 0 s           |
| 3e | Arvid de Kleijn         | Pays-Bas         | Tudor Pro Cycling Team                  | + 0 s           |
| 4e | Sasha Weemaes           | Belgique         | Human Powered Health                    | + 0 s           |
| 5e | Izzat Hilmi Abdul Halil | Malaisie         | Malaisie                                | + 0 s           |
| 6e | George Jackson          | Nouvelle-Zélande | Bolton Equities Black Spoke Pro Cycling | + 0 s           |
| 7e | Enrico Zanoncello       | Italie           | Green Project-Bardiani CSF-Faizanè      | + 0 s           |
| 8e | Attilio Viviani         | Italie           | Team Corratec-Selle Italia              | + 0 s           |
| 9e | Sarawut Sirironnachai   | Thaïlande        | Thailand Continental Cycling Team       | + 0 s           |
| 10e | Raymond Kreder          | Pays-Bas         | JCLTeam Ukyo                            | + 0 s           |

## Classement général final
| \| Classement général \| Classement général \| Classement général \| Classement général \| Classement général \| \| Coureur \| Coureur \| Pays \| Équipe \| Temps \| \| ------------------ \| ------------------- \| ------------------ \| ----------------------- \| ------------------ \| \| 1er \| Simon Carr \| Royaume-Uni \| EF Education-EasyPost \| 29 h 17 min 41 s \| \| 2e \| Alexander Cepeda \| Équateur \| EF Education-EasyPost \| + 49 s \| \| 3e \| Pablo Castrillo \| Espagne \| Equipo Kern Pharma \| + 58 s \| \| 4e \| Joan Bou \| Espagne \| Euskaltel-Euskadi \| + 1 min 07 s \| \| 5e \| Vadim Pronskiy \| Kazakhstan \| Astana Qazaqstan Team \| + 1 min 15 s \| \| 6e \| Paul Double \| Royaume-Uni \| Human Powered Health \| + 1 min 29 s \| \| 7e \| Adne van Engelen \| Pays-Bas \| Roojai Online Insurance \| + 1 min 34 s \| \| 8e \| Jon Agirre \| Espagne \| Equipo Kern Pharma \| + 1 min 39 s \| \| 9e \| Jokin Murguialday \| Espagne \| Caja Rural-Seguros RGA \| + 1 min 40 s \| \| 10e \| Harold Martín López \| Équateur \| Astana Qazaqstan Team \| + 2 min 03 s \| |                     |             |                         |                  |
| |                     |             |                         |                  |
| Source : ProCyclingStats |                     |             |                         |                  |
| Classement général |                     |             |                         |                  |
| Coureur | Coureur             | Pays        | Équipe                  | Temps            |
| 1er | Simon Carr          | Royaume-Uni | EF Education-EasyPost   | 29 h 17 min 41 s |
| 2e | Alexander Cepeda    | Équateur    | EF Education-EasyPost   | + 49 s           |
| 3e | Pablo Castrillo     | Espagne     | Equipo Kern Pharma      | + 58 s           |
| 4e | Joan Bou            | Espagne     | Euskaltel-Euskadi       | + 1 min 07 s     |
| 5e | Vadim Pronskiy      | Kazakhstan  | Astana Qazaqstan Team   | + 1 min 15 s     |
| 6e | Paul Double         | Royaume-Uni | Human Powered Health    | + 1 min 29 s     |
| 7e | Adne van Engelen    | Pays-Bas    | Roojai Online Insurance | + 1 min 34 s     |
| 8e | Jon Agirre          | Espagne     | Equipo Kern Pharma      | + 1 min 39 s     |
| 9e | Jokin Murguialday   | Espagne     | Caja Rural-Seguros RGA  | + 1 min 40 s     |
| 10e | Harold Martín López | Équateur    | Astana Qazaqstan Team   | + 2 min 03 s     |

### Classements annexes
| Classement par points | Classement par points | Classement par points | Classement par points                   | Classement par points |
| Coureur               | Coureur               | Pays                  | Équipe                                  | Points                |
| --------------------- | --------------------- | --------------------- | --------------------------------------- | --------------------- |
| 1er                   | Arvid de Kleijn       | Pays-Bas              | Tudor Pro Cycling Team                  | 72 pts                |
| 2e                    | Gleb Syritsa          | Bannière neutre       | Astana Qazaqstan Team                   | 58 pts                |
| 3e                    | Sasha Weemaes         | Belgique              | Human Powered Health                    | 55 pts                |
| 4e                    | Enrico Zanoncello     | Italie                | Green Project-Bardiani CSF-Faizanè      | 45 pts                |
| 5e                    | Daniel Babor          | Tchéquie              | Caja Rural-Seguros RGA                  | 40 pts                |
| 6e                    | George Jackson        | Nouvelle-Zélande      | Bolton Equities Black Spoke Pro Cycling | 34 pts                |
| 7e                    | Lorenzo Conforti      | Italie                | Green Project-Bardiani CSF-Faizanè      | 19 pts                |
| 8e                    | Jambaljamts Sainbayar | Mongolie              | Terengganu Polygon Cycling Team         | 15 pts                |
| 9e                    | Attilio Viviani       | Italie                | Team Corratec-Selle Italia              | 15 pts                |
| 10e                   | Nur Aiman Rosli       | Malaisie              |                                         | 14 pts                |

| Classement par points | Classement par points | Classement par points | Classement par points                   | Classement par points |
| Coureur               | Coureur               | Pays                  | Équipe                                  | Points                |
| --------------------- | --------------------- | --------------------- | --------------------------------------- | --------------------- |
| 1er                   | Arvid de Kleijn       | Pays-Bas              | Tudor Pro Cycling Team                  | 72 pts                |
| 2e                    | Gleb Syritsa          | Bannière neutre       | Astana Qazaqstan Team                   | 58 pts                |
| 3e                    | Sasha Weemaes         | Belgique              | Human Powered Health                    | 55 pts                |
| 4e                    | Enrico Zanoncello     | Italie                | Green Project-Bardiani CSF-Faizanè      | 45 pts                |
| 5e                    | Daniel Babor          | Tchéquie              | Caja Rural-Seguros RGA                  | 40 pts                |
| 6e                    | George Jackson        | Nouvelle-Zélande      | Bolton Equities Black Spoke Pro Cycling | 34 pts                |
| 7e                    | Lorenzo Conforti      | Italie                | Green Project-Bardiani CSF-Faizanè      | 19 pts                |
| 8e                    | Jambaljamts Sainbayar | Mongolie              | Terengganu Polygon Cycling Team         | 15 pts                |
| 9e                    | Attilio Viviani       | Italie                | Team Corratec-Selle Italia              | 15 pts                |
| 10e                   | Nur Aiman Rosli       | Malaisie              |                                         | 14 pts                |

| Classement par équipes | Classement par équipes             | Classement par équipes | Classement par équipes |
| Équipe                 | Équipe                             | Pays                   | Temps                  |
| ---------------------- | ---------------------------------- | ---------------------- | ---------------------- |
| 1re                    | EF Education-EasyPost              | États-Unis             | 87 h 57 min 01 s       |
| 2e                     | Euskaltel-Euskadi                  | Espagne                | + 2 min 18 s           |
| 3e                     | Equipo Kern Pharma                 | Espagne                | + 3 min 43 s           |
| 4e                     | Roojai Online Insurance            | Thaïlande              | + 11 min 32 s          |
| 5e                     | Caja Rural-Seguros RGA             | Espagne                | + 11 min 46 s          |
| 6e                     | Li Ning Star                       | Chine                  | + 19 min 54 s          |
| 7e                     | Green Project-Bardiani CSF-Faizanè | Italie                 | + 21 min 04 s          |
| 8e                     | Human Powered Health               | États-Unis             | + 24 min 29 s          |
| 9e                     | Team Corratec-Selle Italia         | Italie                 | + 25 min 10 s          |
| 10e                    | Thailand Continental Cycling Team  | Thaïlande              | + 25 min 16 s          |

| Classement par équipes | Classement par équipes             | Classement par équipes | Classement par équipes |
| Équipe                 | Équipe                             | Pays                   | Temps                  |
| ---------------------- | ---------------------------------- | ---------------------- | ---------------------- |
| 1re                    | EF Education-EasyPost              | États-Unis             | 87 h 57 min 01 s       |
| 2e                     | Euskaltel-Euskadi                  | Espagne                | + 2 min 18 s           |
| 3e                     | Equipo Kern Pharma                 | Espagne                | + 3 min 43 s           |
| 4e                     | Roojai Online Insurance            | Thaïlande              | + 11 min 32 s          |
| 5e                     | Caja Rural-Seguros RGA             | Espagne                | + 11 min 46 s          |
| 6e                     | Li Ning Star                       | Chine                  | + 19 min 54 s          |
| 7e                     | Green Project-Bardiani CSF-Faizanè | Italie                 | + 21 min 04 s          |
| 8e                     | Human Powered Health               | États-Unis             | + 24 min 29 s          |
| 9e                     | Team Corratec-Selle Italia         | Italie                 | + 25 min 10 s          |
| 10e                    | Thailand Continental Cycling Team  | Thaïlande              | + 25 min 16 s          |

| Classement de la montagne | Classement de la montagne | Classement de la montagne | Classement de la montagne          | Classement de la montagne |
| Coureur                   | Coureur                   | Pays                      | Équipe                             | Points                    |
| ------------------------- | ------------------------- | ------------------------- | ---------------------------------- | ------------------------- |
| 1er                       | Simon Pellaud             | Suisse                    | Tudor Pro Cycling Team             | 32 pts                    |
| 2e                        | Simon Carr                | Royaume-Uni               | EF Education-EasyPost              | 20 pts                    |
| 3e                        | Pablo Castrillo           | Espagne                   | Equipo Kern Pharma                 | 13 pts                    |
| 4e                        | Luca Covili               | Italie                    | Green Project-Bardiani CSF-Faizanè | 13 pts                    |
| 5e                        | Alexander Cepeda          | Équateur                  | EF Education-EasyPost              | 12 pts                    |
| 6e                        | Matteo Scalco             | Italie                    | Green Project-Bardiani CSF-Faizanè | 11 pts                    |
| 7e                        | Joan Bou                  | Espagne                   | Euskaltel-Euskadi                  | 8 pts                     |
| 8e                        | Paul Double               | Royaume-Uni               | Human Powered Health               | 8 pts                     |
| 9e                        | Manuele Tarozzi           | Italie                    | Green Project-Bardiani CSF-Faizanè | 8 pts                     |
| 10e                       | Adne van Engelen          | Pays-Bas                  | Roojai Online Insurance            | 7 pts                     |

| Classement de la montagne | Classement de la montagne | Classement de la montagne | Classement de la montagne          | Classement de la montagne |
| Coureur                   | Coureur                   | Pays                      | Équipe                             | Points                    |
| ------------------------- | ------------------------- | ------------------------- | ---------------------------------- | ------------------------- |
| 1er                       | Simon Pellaud             | Suisse                    | Tudor Pro Cycling Team             | 32 pts                    |
| 2e                        | Simon Carr                | Royaume-Uni               | EF Education-EasyPost              | 20 pts                    |
| 3e                        | Pablo Castrillo           | Espagne                   | Equipo Kern Pharma                 | 13 pts                    |
| 4e                        | Luca Covili               | Italie                    | Green Project-Bardiani CSF-Faizanè | 13 pts                    |
| 5e                        | Alexander Cepeda          | Équateur                  | EF Education-EasyPost              | 12 pts                    |
| 6e                        | Matteo Scalco             | Italie                    | Green Project-Bardiani CSF-Faizanè | 11 pts                    |
| 7e                        | Joan Bou                  | Espagne                   | Euskaltel-Euskadi                  | 8 pts                     |
| 8e                        | Paul Double               | Royaume-Uni               | Human Powered Health               | 8 pts                     |
| 9e                        | Manuele Tarozzi           | Italie                    | Green Project-Bardiani CSF-Faizanè | 8 pts                     |
| 10e                       | Adne van Engelen          | Pays-Bas                  | Roojai Online Insurance            | 7 pts                     |

|   | Cycliste | Équipe |    | Temps   |
| - | -------- | ------ | -- | ------- |
| 1 |          |        | en | h min s |
| 2 |          |        | +  | min s   |
| 3 |          |        | +  | min s   |

## Évolution des classements
| Étape              | Vainqueur          | Classement général | Classement par points | Classement de la montagne    | Classement par équipes             |
| ------------------ | ------------------ | ------------------ | --------------------- | ---------------------------- | ---------------------------------- |
| 1                  | Arvid de Kleijn    | Arvid de Kleijn    | Arvid de Kleijn       | Arvid de Kleijn              | Malaisie                           |
| 2                  | Gleb Syritsa       | Arvid de Kleijn    | Arvid de Kleijn       | Nur Amirul Fakhruddin Mazuki | Green Project-Bardiani CSF-Faizanè |
| 3                  | George Jackson     | Enrico Zanoncello  | Arvid de Kleijn       | Simon Pellaud                | Green Project-Bardiani CSF-Faizanè |
| 4                  | Daniel Babor       | George Jackson     | Arvid de Kleijn       | Simon Pellaud                | Green Project-Bardiani CSF-Faizanè |
| 5                  | Simon Carr         | Simon Carr         | Arvid de Kleijn       | Simon Pellaud                | EF Education-EasyPost              |
| 6                  | Arvid de Kleijn    | Simon Carr         | Arvid de Kleijn       | Simon Pellaud                | EF Education-EasyPost              |
| 7                  | Sasha Weemaes      | Simon Carr         | Arvid de Kleijn       | Simon Pellaud                | EF Education-EasyPost              |
| 8                  | Gleb Syritsa       | Simon Carr         | Arvid de Kleijn       | Simon Pellaud                | EF Education-EasyPost              |
| Classements finals | Classements finals | Simon Carr         | Arvid de Kleijn       | Simon Pellaud                | EF Education-EasyPost              |